# Harvey Glatman
Harvey Murray Glatman, né le 10 décembre 1927 dans le Bronx et mort exécuté le 18 septembre 1959 dans la prison d'État de San Quentin, est un tueur en série américain actif durant la fin des années 1950 à Los Angeles. Il est connu pour avoir piégé des jeunes mannequins en se présentant comme un photographe avant de prendre des photos d'elles ligotées, puis de les violer et enfin de les tuer dans le désert des Mojaves. 
Caractérisé par un fétichisme sexuel pour les cordes, qu'il utilisait pour ligoter et tuer avant de les récupérer pour ses prochaines victimes mais aussi pour s'étrangler lui-même et se masturber en même temps, Glatman est finalement exécuté dans une chambre à gaz après avoir été condamné à mort pour le meurtre de trois jeunes femmes. Il est également suspecté dans un autre cas d'homicide : celle d'une Jane Doe qui a été identifiée en 2009, soit une cinquantaine d'années après la découverte de son corps.

## Biographie

### Enfance et apparition de troubles sexuels
Harvey Murray Glatman est né le 10 décembre 1927 dans le Bronx à New York, au sein d'une famille juive. Ses parents sont Albert, qui était un modiste, et Ophelia Glatman. Il grandira toutefois à Denver dans le Colorado où ils finiront par s'installer en 1938. Dès son plus jeune âge, ses parents remarquent qu'il a un comportement antisocial et sadomasochiste. En effet, ils racontent qu'à l'âge de douze ans, leur fils avait essayé de s'étouffer avec une corde dans leur salle de bain afin de satisfaire ses désirs sexuels. Un psychiatre lui avait prescrit des médicaments pour cela. Ou encore à l'âge de quatre ans il serrait son pénis avec un fil attaché à un tiroir. Il se masturbait souvent en faisant ces actes. Glatman déclarera plus tard au moment de son arrestation qu'il a toujours été fasciné par les cordes et qu'il en avait toujours une sur lui-même lorsqu'il était enfant. Sa mère le décrira toutefois comme un enfant normal et en bonne santé dans l'ensemble. Elle avait une tendance à minimiser les actions de son fils, même après son arrestation.
En 1939, il entre à l'école secondaire et commence déjà à se faire harceler par ses camarades à cause notamment son physique. Il avait en effet des dents et oreilles proéminents, et de l'acné. Il était toutefois plus mal à l'aise avec les filles que les garçons. Il commence à pénétrer chez les gens pour y voler des choses, notamment une arme de poing. Il suit parfois des femmes chez elles pour les ligoter et les caresser, ou encore emporter avec lui des vêtements. 

### Premières arrestations pour vol et attouchement
En 1942, il débute ses années lycée. Il est décrit comme un élève légèrement au-dessus de la moyenne, pas très sportif. Investi pendant un temps dans le scoutisme, il aime la musique, la photographie, et devient finalement livreur. À partir de 1944, il rôde aux alentours et vole une autre arme de poing, plus puissante cette fois-ci. Il braque des femmes dans la rue mais dit qu'il n'était pas tellement intéressé par l'argent. Il est arrêté une première fois le 18 mai 1945 lorsqu'il s'enfuit après avoir essayé de cambrioler l’appartement d'Elma Hamum qui appelle directement la police. Rapidement, il avoue quelques-uns de ces délits récents sauf ceux qui étaient de nature sexuelle. Il est poursuivi pour le braquage d'une de ses anciennes camarades, Eula Hand, qui l'avait reconnu après son arrestation. Mais il sera finalement libéré trois jours plus tard après la décision de ses parents de payer sa caution. Malgré ses résultats scolaires en baisse, sauf en musique, il sort du lycée parmi les sept meilleurs de sa classe notamment à cause de ses bons résultats les deux années précédentes.  Le 18 juin 1945, il enlève une femme du nom de Noreen Laurel et la ramène sur une route au nord-ouest de la ville pour la ligoter et l'attoucher de temps à autre mais sans la violer, puis la laisser partir peu après minuit. Elle ira voir la police et le reconnait sur une des photos. Il est arrêté une deuxième fois et condamné à un an d'emprisonnement à la prison d'État de Colorado. Par les médecins, il est décrit comme schizophrène ou encore souffrant de dépression avec anxiété et compulsivité. Il est libéré sur parole au bout de huit mois pour bonne conduite.
À sa sortie de prison, en juillet 1946, sa mère part vivre avec lui à New York pour échapper à sa réputation au Colorado. Mais Glatman reprenait ses habitudes dès que celle-ci avait le dos tourné. Conscient que détenir une arme lorsqu'on est en liberté conditionnelle peut l'amener derrière les barreaux pour un long moment, il décide de se procurer une fausse arme bien copiée. Le 17 août 1946, il attaque un couple, Thomas Staro et Doris Thorn, ligote l'homme et commencer à toucher la femme sous la menace d'une arme lorsque finalement l'homme ligoté arrive à se défaire et fait fuir Glatman. Ce dernier décide de partir dans le comté d'Albany où il commet au moins trois agressions sexuelles : l'une sur l’infirmière Florence Hayded et les deux autres sur Evelyn Berge et Beverly Goldsten. Toutes signalent leur agression à la police qui finit par arrêter Glatman. Il est condamné à une peine d'emprisonnement entre cinq et dix ans. Il est d'abord tenu au centre de détention de Elmira, où un médecin, Ralph Ryancale, le décrit comme un psychopathe avec une personnalité schizophrène et des impulsions sexuelles perverses comme motivation criminelle. En 1948, il est transféré à la prison de Sing Sing. Quelques mois plus tard, à l'âge de vingt-et-un ans, il est libéré sur parole et était décrit comme un détenu modèle et intelligent. Il restera sous surveillance pendant environ quatre ans et retournera vivre avec ses parents à Denver jusqu'à la mort de son père du diabète en octobre 1952.

### Début des meurtres
En janvier 1957, il part vivre à Los Angeles comme réparateur de télévision et se remet à la photographie, une passion d'enfance. Il vivait dans un appartement sur Melrose Avenue  et se présentait à ses victimes comme un photographe pour mannequin à travers différents faux noms.

#### Judy Dull
Le 1er août 1957, il appelle Judy Dull pour lui proposer une séance de photo à son « studio ». Il se présente comme « Johnny Glinn » et se dit prêt à payer 50 dollars.pour des photos de type pin-up. Il la récupère chez elle, où elle vit avec deux autres modèles (Betty Carver et Lynn Lykles), pour l'amener dans son appartement et commence à prendre des photos d'elle ligotée avec des cordes, d'abord en lui disant que c'est pour un magazine sur les affaires criminelles puis sous la menace d'une arme. Ensuite, durant la nuit, il la viole et l'oblige à regarder la télévision avec lui tout en le caressant. Glatman perd sa virginité avec ce viol à l'âge de vingt-neuf ans alors que sa victime — une jeune modèle blonde qui avait besoin d'argent pour gagner un procès de divorce et obtenir la garde de sa petite fille Susan âgée d'à peine quelques mois — n'en a que dix-neuf. Il l'attache à nouveau et lui dit qu'ils vont sortir et qu'il va la libérer alors qu'il a pour projet réel de la tuer. Ils s’arrêtent à Indio où il lui dit qu'il va la violer une deuxième fois, et c'est ce qu'il fait. Il l'attache une dernière fois mais cette fois-ci pour la tuer et cache son corps sous un tas de sable près d'une route non loin. Son corps fut découvert en décembre 1957 dans un état squelettique, le reste ayant été mangé par des animaux du désert.  
Lorsque Glatman perd son boulot en novembre 1957, il retourne vivre chez sa mère pendant quelques mois mais revient à Los Angeles en 1958.

#### Shirley Ann Bridgeford
Le 5 mars 1958, Glatman (dans ce cas, alias « George Willams ») et Shirley Ann Bridgeford, une modèle divorcée de vingt-quatre ans et maman de deux enfants, se rencontrent à travers un club de rencontres pour célibataires nommé « Patty Sullivan Lonely Hearts Club ». Il lui promet une belle soirée : un dîner puis une danse. Mais après leur repas, au lieu d'aller danser, il lui propose de faire un tour dans la campagne. Il finira par l'amener dans les montages Vallecito, près de la frontière mexicaine. Il la viole, la ligote pour prendre des photos avant et après sa mort, et la tue en l'étranglant avec une corde.

#### Ruth Mercado
Le 14 juillet 1958, le propriétaire du logement où habitait Ruth Mercado, une jeune mannequin et danseuse de vingt-quatre ans, signale la disparation de celle-ci. Quatre jours plus tôt, elle était partie faire une séance de photo avec un homme inconnu, qui n'était personne d'autre que Glatman. Comme avec les autres, il a violé la jeune Mercado, pris des photos d'elle ligotée, avant et après son étranglement. Son corps a été caché près de Escondido, non loin de celui de Bridgeford.

### Arrestation et condamnation à mort

#### Lorraine Vigil
Il fonde une agence de mannequinat du nom de « Diane Studio ». Lorraine Vigil, une jeune mannequin de vingt-quatre ans et pour qui c'était une première, accepte de poser pour Glatman, qui avait pris comme faux nom « Frank Johnson ». Le 27 octobre 1958, il la récupère en voiture et ne vont finalement pas en direction de Hollywood. Elle lui demande la raison et il lui dit qu'ils vont à son studio finalement. Mais quand Glatman commence à prendre une route pour Santa Ana, Vigil est inquiète et lui pose de nombreuses questions auxquelles Glatman ne répond. Ce dernier, agacé par Vigil, s'arrête sur une petite route à côté et pointe son arme sur Vigil. Contre toute attente, elle réussit à désarmer son agresseur et conduit à son arrestation. Malheureusement, elle se fait licencier plus tard par son employeur qui n'apprécie pas la mauvaise publicité de l'affaire et n'aura qu'une reconnaissance limitée de la part du public alors qu'elle a permis courageusement l'arrestation d'un tueur en série.

### Procès et mort
Après son arrestation, les enquêteurs pensent qu'il est lié aux autres cas mais n'ont aucune preuve. Lors de son interrogatoire, Glatman pense, au vu des dires des policiers qui l’accusent aussi pour les autres affaires, que la police est au courant de son passé criminel. Il leur dit alors que cela ne sert à rien de faire semblant et qu'ils sont au courant de la « boîte à outils ». Les enquêteurs ne le sont pas et demandent alors de quelle boîte Glatman parle. Il leur explique que c'est dans cette boîte qu'il cache les photos de ses victimes. Ils font semblant d'être au courant et ordonnent à une patrouille d'aller récupérer cette fameuse boîte qui servira de preuve au procès et dont certaines photos sont disponibles aujourd'hui sur Internet.
Il finira aussi par des aveux enregistrés sur cassette qui sera aussi utilisée lors du procès. Sa mère lui rend visite et dit à la presse qu'il est malade. Le médecin responsable de Glatman à ce moment-là pense différemment et estime que l'accusé est conscient du bien et du mal. Son procès débute et il plaide coupable avec une défense fondée sur les troubles mentaux. Il est condamné à mort le 15 décembre 1958 et transféré dans la prison d'État de San Quentin où il attendra son exécution. Il sera exécuté en fin de matinée le 18 septembre 1959 dans la chambre à gaz de la prison à la suite de l’inhalation pendant environ dix minutes de cyanure d'hydrogène.

### Dorothy Gay Howard
Le 8 avril 1954, le corps d'une jeune femme non identifiée, une Jane Doe, est découverte par deux étudiants randonneurs près des chutes de Boulder. Son corps non reconnaissable était plaqué contre les rochers probablement depuis une semaine. Bien avant l'identification la police suspectait déjà Glatman d'avoir commis le crime. Les enquêteurs imaginent qu'elle a peut-être été renversée par une voiture en fuyant son agresseur et lors de ses confessions, Glatman indique que les femmes de Denver qu'il a photographié étaient toutes vivantes sauf si elles ont été renversées. Ces photos ont été perdues. Si la police a effectivement raison, il pourrait s'agir du premier meurtre de Glatman puisque cela s'est déroulé environ trois ans avant la mort de Judy Dull. Glatman est toujours suspecté dans cette affaire. En 2009, soit une cinquantaine d'années après sa découverte, le corps est enfin identifié : il s'agit de Dorothy Gay Howard,.